# Misumenoides gerschmanae
Misumenoides gerschmanae är en spindelart som beskrevs av Mello-Leitao 1944. Misumenoides gerschmanae ingår i släktet Misumenoides och familjen krabbspindlar. Inga underarter finns listade i Catalogue of Life.